# 卡塔爾多 (愛達荷州)
卡塔爾多（英語：Cataldo）是位於美國愛達荷州庫特內縣和肖肖尼縣的一個非建制地區。該地的面積和人口皆未知。

## 地理
卡塔爾多的座標為47°32′56″N 116°19′47″W / 47.54889°N 116.32972°W，而該地的平均海拔高度為652米（即2139英尺）。